# Khu phức hợp Chính phủ Seoul
Khu phức hợp Chính phủ Seoul (Tiếng Hàn: 정부서울청사, Hanja: 政府서울廳舍), trước đây gọi là Khu phức hợp Chính phủ Trung ương (Tiếng Hàn: 정부중앙청사)  là khu phức hợp tòa nhà văn phòng chính phủ ở Jongno-gu, Seoul, Hàn Quốc.
Nó có một tòa nhà chính và hai tòa nhà phụ. Vào năm 2022, khu phức hợp này được một số Bộ của Hàn Quốc sử dụng, bao gồm Ủy ban Dịch vụ Tài chính, Bộ Hành chính và An ninh và Bộ Thống nhất.

## Giao thông

### Tàu điện ngầm
- ● Tàu điện ngầm vùng thủ đô Seoul tuyến 3 : Ga Gyeongbokgung
- ● Tàu điện ngầm vùng thủ đô Seoul tuyến 5 : Ga Gwanghwamun

### Xe bus
- ● Số 111, Số 1002, Số 790, Số 799 (Xe bus đô thị Gyeonggi-do)
- ● Số 1711, Số 7016, Số 7018, Số 7022, Số 7212, Số Jongno 09, Số Jongno 11 (Xe bus xanh, xe bú làng)
- ● Số 101, Số 103, Số 109, Số 150, Số 160, Số 260, Số 270, Số 271, Số 273, Số 370, Số 401, Số 402, Số 405, Số 406, Số 421, Số 470, Số 471, Số 501, Số 506, Số 600, Số 602, Số 606, Số 700, Số 702A, Số 702B, Số 703, Số 704, Số 707, Số 710, Số 720, Số 721 (Xe trung chuyển)
- ● Số 1000, Số 1005-1, Số 1200, Số 1900, Số 2000, Số 2500, Số 5500-1, Số 5500-2, Số 8600, Số 9401, Số 9401, Số 9703, Số 9709, Số 9714 (Xe bus diện rộng)
- ● Số M7106, Số M7111, Số M7119 (Xe bus tốc hành đô thị)
- ● Số 6002, Số 6701 (Xe bus sân bay)